# Dinoseris
Dinoseris es un género monotípico de plantas fanerógamas perteneciente a la familia de las asteráceas. Su única especie: Dinoseris salicifolia, Es originaria de Sudamérica.

## Descripción
Es un arbusto perennifolio que se encuentra a una altitud de 1500 a 3000 metros en Argentina (Catamarca, Chaco, Jujuy, Salta y Tucumán y en Bolivia.

## Taxonomía
Dinoseris salicifolia fue descrita por August Heinrich Rudolf Grisebach y publicado en Symbolae ad Floram Argentinam 214. 1879. También fue publicado en Abh. Kon. Ges. Wiss. Gott. 24(1):1-345. 1879
Sinonimia
- Dinoseris salicifolia var. araneosa Kuntze
- Dinoseris salicifolia var. normalis Kuntze
- Hyaloseris salicifolia (Griseb.) Hieron.[4]